# Pseudoceraphron
Pseudoceraphron is een geslacht van vliesvleugeligen uit de familie Pteromalidae. De wetenschappelijke naam van dit geslacht is voor het eerst geldig gepubliceerd in 1924 door Dodd.

## Soorten
Het geslacht Pseudoceraphron omvat de volgende soorten:
- Pseudoceraphron albifrons (Boucek, 1988)
- Pseudoceraphron burwelli Desjardins, 2007
- Pseudoceraphron fijensis Desjardins, 2007
- Pseudoceraphron nana (Boucek, 1988)
- Pseudoceraphron pulex Dodd, 1924
- Pseudoceraphron regieri Desjardins, 2007